# Dolnja Težka Voda
Dolnja Težka Voda este o localitate din comuna Novo mesto, Slovenia, cu o populație de 214 locuitori.